# Fernando Picun
Fernando Álvaro Picún de León (* 14. Februar 1972 in Montevideo) ist ein ehemaliger uruguayischer Fußballspieler.

## Karriere

### Verein
Picun begann seine Karriere bei River Plate Montevideo, wo er von 1993 bis 1996 spielte. Danach spielte er bei Feyenoord Rotterdam, Defensor Sporting, Urawa Red Diamonds und Danubio FC. 2001 beendete er seine Spielerkarriere.

### Nationalmannschaft
Im Jahr 1996 debütierte Picun für die uruguayische Fußballnationalmannschaft. Er wurde in den Kader der Copa América 1999 berufen. Er hat insgesamt neun Länderspiele für Uruguay bestritten.